# 빈첸초 마엔차
빈첸초 마엔차(이탈리아어: Vincenzo Maenza, 1962년 5월 2일~)는 이탈리아의 전직 레슬링 선수이다. 1984년과 1988년 하계 올림픽에서 그레코로만형 라이트플라이급 부문 금메달을 획득했고 1992년 하계 올림픽에서 그레코로만형 라이트플라이급 부문 은메달을 획득했다.

## 수훈
- 체육공로금장(2015년 12월 15일)
- 국제 레슬링 명예의 전당(2005년)